# Landshöfðingi
Le landshöfðingi (« gouverneur ») est le représentant du Danemark en Islande entre 1873 et 1904. Il succède au stiftamtmaður.